# Liste der Monuments historiques in Daoulas
Die Liste der Monuments historiques in Daoulas führt die Monuments historiques in der französischen Gemeinde Daoulas auf.

## Liste der Bauwerke
| Bezeichnung                      | Beschreibung | Standort               | Kennzeichnung | Schutzstatus | Datum | Bild           |
| -------------------------------- | ------------ | ---------------------- | ------------- | ------------ | ----- | -------------- |
| Abtei Notre-Dame                 |              | Rue de l’Église (Lage) | PA00089906    | Classé       | 1886  | weitere Bilder |
| Kapelle Notre-Dame-des-Fontaines |              | (Lage)                 | PA00089905    | Inscrit      | 1926  | weitere Bilder |
| Kapelle Sainte-Anne              |              | Rue de l’Église (Lage) | PA00089904    | Classé       | 1862  | weitere Bilder |
| Friedhof                         |              | Rue de l’Église (Lage) | PA00089903    | Classé       | 1962  | weitere Bilder |

## Liste der Objekte

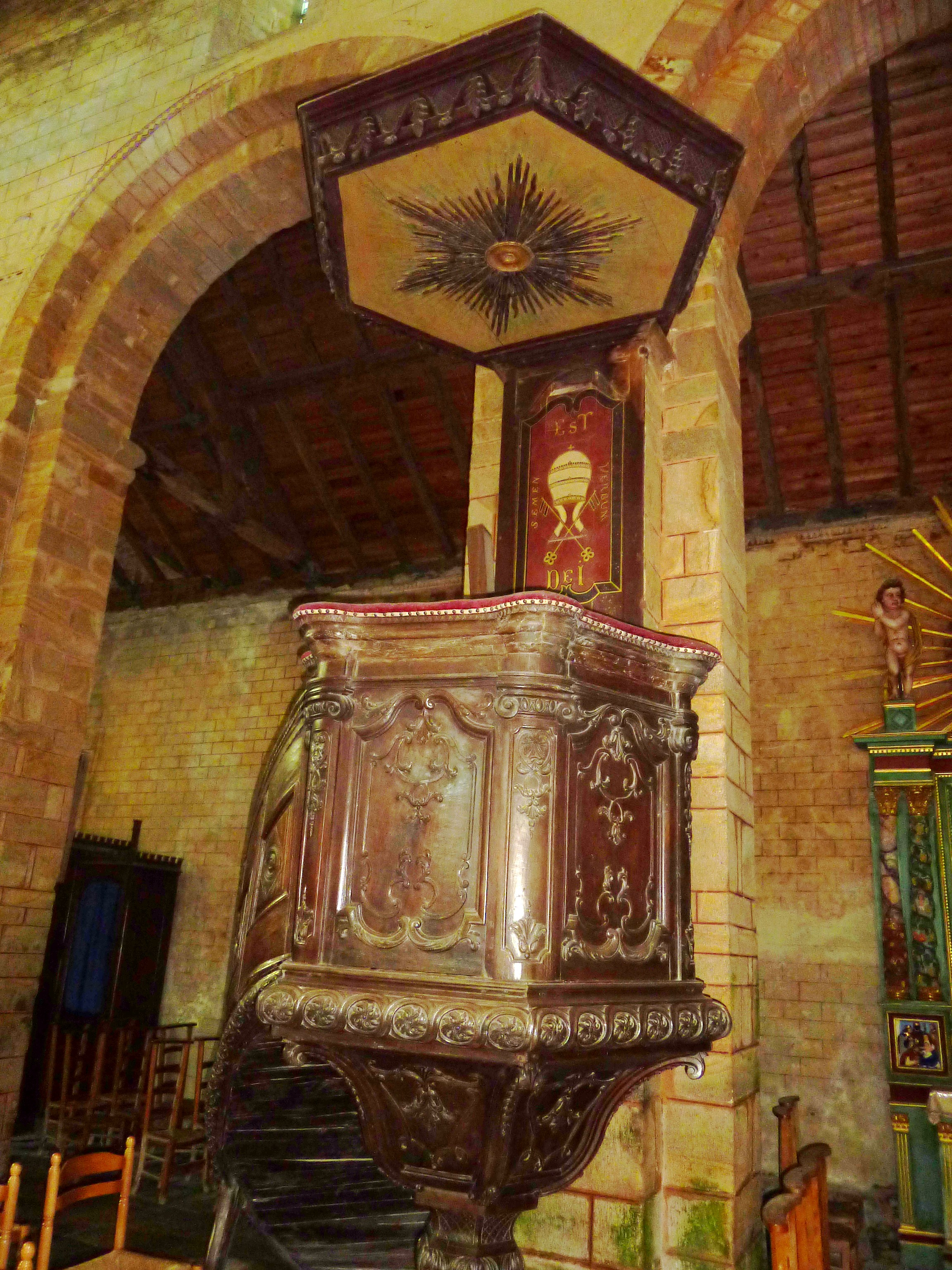
Kanzel (17. Jahrhundert) in der Kirche Notre-Dame

- Monuments historiques (Objekte) in Daoulas in der Base Palissy des französischen Kultusministeriums